# Ononis aragonensis
Ononis aragonensis là một loài thực vật có hoa trong họ Đậu. Loài này được Asso miêu tả khoa học đầu tiên.